# Akari Mitani
Akari Mitani (Prefectura de Kanagawa, 15 de abril de 1997) es una actriz pornográfica y AV Idol japonesa.

## Biografía
Mitani nació en la Prefectura de Kanagawa, Japón, el 15 de abril de 1997. Debutó en la industria de cine para adultos en julio de 2017 bajo el rol de "estudiante universitaria". Más tarde, en el 2019, aclaró que se trataba de un papel.
En una entrevista afirmó que comenzó a tener interés en videos pornográficos en la escuela secundaria. Posteriormente, debido a su interés, conoció a un director de cine para adultos a través de un conocido en común.
El 12 de marzo de 2019 participó en un programa de Vanilla Sky. El mismo año fue nominada a actriz revelación en los premios "Adult Broadcast Awards", y ganó el premio "FLASH". También fue nominada a mejor actriz de los premios "FANZA Adult Awards 2019".
En octubre de 2019 fue nominada a los premios "Geo TV x Men's Saizo ADULT AWARD 2019" (originalmente "ゲオTV×メンズサイゾー ADULT AWARD 2019").
En abril de 2020, anunció que dejaría de ser actriz independiente y se convertiría en actriz exclusiva de los estudios Honnaka y Das!. En agosto de 2020 fue clasificada en el noveno lugar en términos de popularidad durante los primeros seis meses por la revista mensual de Fanza. En diciembre del mismo año, fue escogida como la vigesimoquinta actriz más sexy de todos los tiempos por los lectores de la revista FLASH.

## Vida personal
En una entrevista explicó que aprendió a bailar a los 3 años y posteriormente asistió a una academia de danza donde asimiló varios géneros.
A menudo es elogiada por la crítica del cine para adultos por sus movimientos en la posición de amazona.
También se la conoce como el "Monstruo de Kikatan" debido a sus numerosas apariciones como actriz independiente.
En una entrevista del 2020, afirmó que comenzó a asistir regularmente al gimnasio y que bailaba y realizaba yoga regularmente.